# Pawło Sahajdaczny
Pawło Porfirowycz Sahajdaczny, Pawieł Porfirjewicz Sagajdaczny (ukr. Павло Порфирович Сагайдачний, ros. Павел Порфирьевич Сагайдачный ur. 4 sierpnia 1922 we wsi Kniażycze obecnie w rejonie jampolskim w obwodzie sumskim, zm. 13 maja 2009 w Sumach) – radziecki wojskowy, kapitan Armii Radzieckiej, generał major Sił Zbrojnych Ukrainy, Bohater Związku Radzieckiego (1945).

## Życiorys
Urodził się w ukraińskiej rodzinie chłopskiej. Do 1938 skończył 7 klas, później przeniósł się do miasta Ordżonikidze w Uzbeckiej SRR, gdzie pracował jako ślusarz w ceglarni, w 1941 wrócił do rodzinnej wsi. Od 1941 służył w Armii Czerwonej, od sierpnia 1941 uczestniczył w wojnie z Niemcami, walczył na Froncie Zachodnim, Centralnym, Białoruskim i 1 Ukraińskim. Był dziewięciokrotnie ranny i trzykrotnie kontuzjowany. Jako dowódca oddziału zwiadowczego 314 pułku artylerii 149 Dywizji Piechoty 3 Gwardyjskiej Armii 1 Frontu Ukraińskiego w stopniu starszego sierżanta od 4 do 12 sierpnia 1944 ośmiokrotnie przeprawiał się przez Wisłę wpław i na inne sposoby w rejonie miejscowości Dębno, dostarczając dowództwu ważnych informacji. W 1945 ukończył szkołę wojsk pancernych w Charkowie, później służył w Grupie Wojsk Radzieckich w Niemczech, we Lwowie i innych garnizonach w zachodniej części Ukrainy, w 1954 został zwolniony do rezerwy w stopniu kapitana. Mieszkał w Sumach. Otrzymał stopień generała majora.

## Odznaczenia
- Złota Gwiazda Bohatera Związku Radzieckiego (21 lutego 1945)
- Order Lenina (21 lutego 1945)
- Order Wojny Ojczyźnianej I klasy (11 marca 1985)
- Order Czerwonej Gwiazdy

I medale.